# Dobles fatigas (EP)
El 27 de marzo de 2015, el sello El Segell del Primavera informó de la publicación del ep Dobles fatigas, "cuatro nuevos temas en menos de 20 minutos que sin duda orbitan alrededor de Los Planetas. Este nuevo trabajo estará disponible en preventa a partir del viernes 10 de abril a través de la web de Los Planetas y saldrá a la venta el 4 de mayo".
Las cuatro canciones que componen este EP, El duendecillo verde, Motores de combustión, Estadística, Heroína (Bulería de El Torta), hacen un recorrido de sus 23 años de historia. 
La portada es obra del argentino Al Barrionuevo, ilustrador vinculado a DC Comics y hermano de Santiago Barrionuevo (también conocido como Santiago Motorizado), cantante y bajista de Él Mató a un Policía Motorizado.

## Lista de canciones
1. El duendecillo verde
2. Motores de combustión
3. Estadística
4. Heroína (Bulería de El Torta)

Letra: J (1 y 2), popular (3), Juan Moneo (4). Música: Florent Muñoz y J (1), J (2 y 3), Juan Moneo (4).

## Créditos
J: voz y guitarras.
Florent Muñoz: guitarras y efectos.
Banin Fraile: teclados y guitarras.
Julián Méndez: bajo.
Mario Fernández "Mafo": batería en 1 y 2, y percusiones.
Dani Guirado: batería en 3 y 4.
Justo Malaguita e Ismael de Santa Fe: palmas en 3.